# Tatra KT8D5
Tatra KT8D5 је троделни трамвај који је произведен у ЧКД-у између 1986. и 1993. године (прототипи 1984. године). То је висококапацитетни трамвај који може возити и на брзим пругама. Произведено је 199 трамваја, већина њих за чешке и словачке јавне превознике.

## Историја
Производња трамваја за чехословачке јавне превознике је у ЧКД-у завршена 1977. године (Tatra T3, K2), но израђен је пројект нове генерације. Тада је била производња трамваја Т3 за Совјетски Савез. Такође, у другој половини 1970. година је почела израда нових трамваја Tatra KT4 и T5C5, који су израђивани за иностранство. Израда новог трамваја за Чехословачку је требало да буде са параметрима: 8 осовина, 2 зглоба и 3 дела.
Параметри таквог трамваја су задати 1981. године, прихваћени су 1982. године, а прототипни трамваји су израђени 1984. године. Превремена серија од 10 трамваја је израђена 1986. године, 1989. године почиње серијска производња.

## Конструкција
Tatra KT8D5 је двосмерни осмоосовински моторни трамвај, а свака од 8 осовина је опремљена мотором. Возило је састављено од три дела, који су спојени зглобом и Јакобсовим постољем. Оба постоља (трамвај има два зглоба) су смештена испод простора зглобова. Каросерија трамваја је направљена од метала и обложена лимом. Под (900 мм од шина, у простору зглобова 970 мм) је израђен од водоотпорног материјала и покривен гуменом протуклизном подлогом. На свакој страни је по пет врата. Кожне столице су у ентеријеру распоређене системом 2+1 или 2+2. Простор за дечија колица се налази у средњем одељку. Управљачнице су на крајевима возила, а у једној управљачницу је уземљење. Трамвај се истиче од других јер има коцку са бројевима линија, но при модернизацијама се исте скида и стављају дисплеји (изузетак је KT8D5SU у Брну). Трамваји KT8D5 су опремљени тиристорима ТВ3 који враћају снагу кочења у контактну мрежу. Постоља трамваја, а којих има четири, имају по две шинске кочнице. Мотори, који се налазе у постољима напајају једну осовину, а постоље има по два мотора. Трамвај може возити ако раде и четири мотора. Трамваји KT8D5 имају два пантографа. Трамваји тог типа не могу возити на колосеку мањем од 1435 мм.

## Реконструкција и модернизација
На половини 1990. година је произведено 7 иновираних трамваја KT8D5 са средњим нископодним делом. Ти трамваји су названи Татра KT8D5N.
Од 2002. године до 2016. године се раде модернизације трамваја KT8D5, по узору на трамвај KT8D5N.
| Тип              | Модернизације                                                                             | Модернизација у годинама | Градови      |
| ---------------- | ----------------------------------------------------------------------------------------- | ------------------------ | ------------ |
| Tatra KT8D5R.N1  | Средњи нископодни одељак, трамвај је једносмеран                                          | 2002.-2009.              | Острава      |
| Tatra KT8D5R.N2  | Средњи нископодни одељак                                                                  | 2002.-2014.              | Брно, Кошице |
| Tatra KT8D5R.N2P | Средњи нископодни одељак, електрична опрема ТВ Прогресс                                   | 2004.-2016.              | Праг, Плзен  |
| Tatra KT8D5R.N2S | Исте модернизације као Tatra KT8D5R.N2P, модернизација прилагођена за Штраусберг, Немачка | 2014.                    | Штраусберг   |

## Набавке трамваја
Од 1984. до 1993. године је било произведено 199 трамваја.
| Држава              | Град          | Тип     | Година продаје | Трамваји | Гаражни бројеви | Извори |
| ------------------- | ------------- | ------- | -------------- | -------- | --------------- | ------ |
| Босна и Херцеговина | Сарајево      | KT8D5K  | 1990.          | 1        | 300             | [ 1 ]  |
| Чешка               | Брно          | KT8D5   | 1986–1990.     | 23       | 1701–1723       | [ 2 ]  |
| Чешка               | Брно          | KT8D5SU | 1993.          | 5        | 1724–1728       | [ 3 ]  |
| Чешка               | Мост-Литвинов | KT8D5   | 1986—1990      | 8        | 315–322         | [ 4 ]  |
| Чешка               | Острава       | KT8D5   | 1989—1990      | 16       | 1500–1515       | [ 5 ]  |
| Чешка               | Плзен         | KT8D5   | 1989.          | 12       | 288–299         | [ 6 ]  |
| Чешка               | Праг          | KT8D5   | 1986—1990      | 48       | 9001–9048       | [ 7 ]  |
| Русија              | Волгоград     | KT8D5   | 1990.          | 1        | 5834            | [ 8 ]  |
| Северна Кореја      | Пјонгјанг     | KT8D5K  | 1990.          | 45       | 1001–1045       | [ 9 ]  |
| Словачка            | Кошице        | KT8D5   | 1986—1991      | 40       | 500–539         | [ 10 ] |